# Grant Holt
Grant Holt, född 12 april 1981 i Carlisle, England, är en engelsk före detta fotbollsspelare som spelade som anfallare.
Grant Holt tillhörde Norwich City FC under åren 2009-2013 och är en av klubbens största målskyttar genom tiderna.